# Istoria orașului Burnside

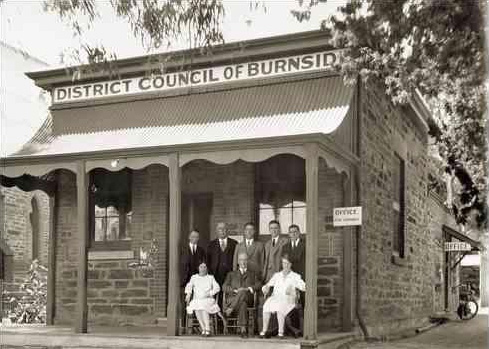
Vechile Camere ale Consiliului Districtual Burnside în 1928 (construite în 1869)

Istoria orașului Burnside, o zonă guvernamentală locală din zona metropolitană Adelaide, se întinde pe trei secole. Înainte de așezarea europeană, Burnside a fost locuită de oamenii Kaurna, care locuiau în jurul pârâurilor râului Torrens în timpul iernii și în Dealurile Adelaide în timpul verii.
La scurt timp după colonizarea britanică a Australiei de Sud în 1836, coloniștii au început să achiziționeze proprietăți la poalele dealurilor situate la est de orașul Adelaide. Satul Magill a fost împărțit în 1838. Un scoțian, pe nume Peter Anderson, care împreună cu familia sa, au fost primii coloniști oficiali în 1839 în zona cunoscută acum ca suburbia Burnside, a numit zona după locația proprietății sale învecinate,Second Creek (în scoțiană, „Burn” înseamnă pârâu sau râu). Satul Burnside a fost înființat la scurt timp după, iar Consiliul Districtual Burnside a fost publicat în 1856, separându-se de marele Consiliul Districtual East Torrens. Pilonii economiei timpurii din Burnside au fost viticultura, mineritul și plantațiile de măslini. Glen Osmond se lăuda cu zăcăminte minerale substanțiale, iar podgorii au fost înființate la Magill și Stonyfell.
Actualele camere de consiliu au fost construite în 1926 în Tusmore; Consiliul a devenit municipiu în 1935. Cu o creștere și o dezvoltare puternică în întreaga regiune, Burnside a fost proclamat oraș în 1943. Anii 1960 au adus în Burnside o bibliotecă comunitară și un centru de înot; ambele au fost extinse și modernizate între 1997 și 2001.

## Satele timpurii
Satul Kensington a fost înființat în mai 1839, la numai 29 de luni de la întemeierea Australiei de Sud. Satul era în primul rând agricol și avea o relație strânsă cu satul din apropiere, Norwood. Cele două sate au format una dintre primele municipalități din Adelaide în 1853 ca orașul Norwood și Kensington, evoluând în orașul de astăzi Norwood Payneham St Peters. Părți din Kensington care sunt acum incluse în Burnside sunt suburbiile Kensington Gardens și Kensington Park. Satul Makgill (mai târziu Magill) a fost înființat pentru prima dată din 524 acri (2,1 km2) drept Makgill Estate, deținut de doi scoțieni — Robert Cock și William Ferguson — care s-au întâlnit la bordul HMS <i id="mwMw">Buffalo</i> în drum spre noua colonie înființată. A fost numit după administratorul doamnei Cock, David M Makgill. Ferguson, care a fost însărcinat să cultiveze moșia, a construit gospodăria proprietății în 1838. La scurt timp după ce a început agricultura, cei doi erau lipsiți de fonduri și, prin urmare, Magill a devenit primul sat de la poalele dealurilor care a fost subdivizat. Satul Glen Osmond a fost asociat cu descoperirea argintului și plumbului pe versanții Muntelui Osmond de către doi imigranți din Cornwall. Descoperirea mineralelor a oferit coloniei venituri valoroase din export, într-o perioadă în care economia timpurie din Australia de Sud nu era încă înființată și se confrunta cu faliment. Guvernatorul din Australia de Sud, George Gawler, a vizitat descoperirea timpurie și prima mină, Wheal Gawler, a fost numită în onoarea sa. Wheal Gawler a exportat peste mări pe parcursul anilor 1840, oferind locuri de muncă imigranților din Cornish și apoi germanilor, după ce mai multe mine au fost cumpărate de un om de afaceri german. Satul timpuriu a căpătat un puternic caracter cornish, iar mai târziu un caracter german. Mineritul a scăzut după un exodul muncitorilor, când a început goana după aur în 1851, în colonia vecină, Victoria.
Familia Anderson a fost prima care a stabilit pământul care urma să devină satul Burnside, ajungând în 1839. Peter Anderson a numit proprietatea după locația ei de lângă Second Creek („burn” înseamnă pârâu în scoțiană). Au adus cu ei bune mărturii de caracter din Scoția, experiență agricolă valoroasă și 3.000 de lire sterline (260.000 de lire sterline în 2018); cu toate acestea, modelele de agricultură din Scoția diferă foarte mult de cele din antipozi, iar familia nu s-a adaptat. Soții Anderson s-au mutat în Morphett Vale în 1847, vânzându-și pământul și abandonând gospodăria. Cumpărătorul terenului Anderson, William Randell, a decis curând să construiască un sat pe noua sa proprietate în 1849. El l-a angajat pe Nathan Hailes ca topograf și planificator pentru amenajarea noului sat. Hailes a fost atât surprins, cât și dezamăgit când a descoperit că satul fusese deja așezat și părăsit, mai ales după creșterea și adaptarea frunzișului european la zonă. Primele sate care s-au stabilit în regiune, cele din Glen Osmond, Magill și Kensington existau de ceva vreme când a fost proclamat noul sat Burnside. Noul sat era într-o poziție bună de a crește; era delimitat de două artere majore, Burnside (acum Glynburn) și Greenhill Roads, și avea avantajul de a se afla pe Second Creek. Satul atrage curând locuitori; dintre care unii erau oameni bogați din Adelaide, care își construiau o moșie la poalele dealurilor, iar alții care erau mai preocupați de lucrul pământului. Satul a fost descris în reclame de către Hailes în 1850 ca „Burnside the Beautiful” cu avantaje de „apă curgătoare perpetuă, priveliște extinsă și diversificată, pământ bogat de grădină și piatră bună de construcție” oferind o „rută directă, recent deschisă și fără pată către Adelaide".

## Înființarea consiliilor raionale
Satele care urmau să devină Consiliul Districtual Burnside se aflau inițial în Consiliul Districtual East Torrens, care acoperea 159 kilometri pătrați (61 mi2). East Torrens se învecina cu râul Torrens la nord, cu Dealurile Adelaide la est, cu Mount Barker Road la sud și cu Parcurile Adelaide la vest. Consiliul Districtual din East Torrens a fost proclamat la 26 mai 1853 de guvernatorul Henry Young în conformitate cu prevederile Legii Consiliilor Districtale din 1852. Guvernatorul a numit cinci consilieri inaugurali, conform prevederilor Legii: Dr. David Wark, James Cobbledick, Charles Bonney, Daniel Ferguson și George Müller. Bonney, pe lângă faptul că era consilier, a fost comisarul coloniei pentru pământurile coroanei. Consilierii s-au întâlnit pentru prima dată la Hotelul World's End din Magill pe 12 iunie 1853. Planurile inițiale au fost puse în aplicare pentru a examina și evalua mai întâi zona consiliului și pentru a colecta taxe și taxe de licență, conform prevederilor Legii consiliilor.
TB Penfold de la Magill, un fost căpitan, urma să devină primul funcționar și colector al districtului pe 1 ianuarie 1854. În 4 ianuarie 1854 a avut loc un vot în care contribuabilii au decis cât vor plăti consiliului (un șiling pentru o liră); s-a decis scutirea de taxe a organizațiilor caritabile, școlilor și bisericilor. În 1855, populația zonei consiliului era de 3.705, mai mare cu 1.000 decât orașul corporativ învecinat Kensington și Norwood. Uriașul East Torrens nu avea să se dovedească la fel de stabil ca Kensington și Norwood. Plătitorii de rate erau frustrați pentru unde se duceau banii lor; consilierii nu aveau administrație sau fonduri pentru a funcționa eficient, iar interesele zonei variau foarte mult. Zona a fost împărțită în trei la 14 august 1856. Consiliul Districtual din Payneham s-a separat în nord-vest de East Torrens, iar Consiliul Districtual din Burnside a fost format prin separare în 15,9 kilometri pătrați (6,1 mi2), porțiunea de sud-vest a East Torrens. Consiliul de Est Torrens a fost divizat în continuare în 1858, odată cu secesiunea Consiliului Districtual Crafers.

## 1860-1900
Noul Consiliu Districtual Burnside a ținut prima sa ședință la Greengate Inn, Tusmore la 19 august 1856. Din cauza timpului necesar pentru a alege noi consilieri, abia pe 29 decembrie consiliul s-a reunit din nou. Dr. Christopher Penfold, președintele, s-a întâlnit cu restul reprezentanților acolo: Daniel Ferguson de la Glenunga, Alexander Ferguson de la Monreith, John Townsend de la Magill și James Grylls de la Belle Vue. În acest timp, Kent Town a decis să nu devină parte din Burnside și, în schimb, a solicitat să intre în Corporate Town Kensington și Norwood. Consiliul trebuia să se întrunească la Inn sau la casa lui Ferguson până în decembrie 1869, când au fost construite primele camere de consiliu. Cu toate acestea, a fost încă capabil să funcționeze și să-și îndeplinească obligațiile în temeiul Legii guvernamentale locale din 1852. Acestea au inclus gestionarea drumurilor minore, administrarea licențelor de abator și a caselor publice și prevenirea răspândirii nocivei ciulinului scoțian. Consiliul a fost, de asemenea, obligat, printr-un alt act din 1851, să încurajeze educația. Multă activitate de drumuri și poduri a avut loc după formarea consiliului – primii locuitori au fost uimiți de afluxul de dezvoltare și construcție care a avut loc. În același timp, consiliul a fost aproape depășit de volumul de muncă solicitat și a fost nevoit să ceară contribuabililor individuali asistență bănească atunci când construiesc poduri în zona lor.
O mare parte din istoria Burnside a fost observată și documentată de instituții care au rămas o parte importantă din viața rezidenților săi: școala și biserica. Prima școală deschisă în zonă a fost în Magill în 1846, precedând un sistem de învățământ adecvat la nivel de stat. Școala primară Magill a fost mărită în noiembrie 1855, când s-au înscris 38 de băieți și 29 de fete; au fost învățați să citească, să scrie, aritmetică, gramatică, geografie, istorie, desen și să cânte de către un singur profesor. Până în 1865 erau doi profesori. Școala primară Glen Osmond a fost înființată în octombrie 1858, precedând Institutul Glen Osmond, un centru de dezbatere și învățare comunitară. Burnside Primary School a fost construită în 1872, preluată de la o mică instituție privată. Aceste școli primare, în lipsa unor biblioteci adecvate și a unor instituții similare, au primit colecții mari de cărți și scrieri de la locuitorii orașului. De asemenea, locuitorii au profitat de școli pentru dezbateri frecvente și aprinse despre viitorul statului și al regiunii, iar aceste discuții au atras adesea mulțimi mari. Cu toate acestea, chiar și cu acest spirit intelectual, populația adultă era încă relativ dezavantajată în sfera educației. Motivația pentru învățare a continuat până când războiul boer a pus mai mult accent pe activitatea fizică și pe merit în societate. În mod oarecum ciudat, această dezvoltare a activității învățate nu a fost replicată în centrul tradițional din Burnside de lângă Tusmore, unde se află actualele Camere ale Consiliului, Centrul Comunitar și Biblioteca.
Până în 1871, Burnside a crescut semnificativ; acum era un amestec de sate care susțineau o populație modestă de 1.557. Prin comparație, Kensington-Norwood, deși mai mică ca suprafață, a crescut la 5.132 de persoane. Glen Osmond, încă afectat de creșterea sa imensă în urma expansiunii mineritului, a fost cel mai mare centru de populație, cu 343 de locuitori. Consiliul Districtual și-a construit primele camere de consiliu în decembrie 1869, încheind în cele din urmă acordul de întâlnire întâmplătoare. Două sate, Beulah Park (North Kensington) și Eastwood au cunoscut un boom în creșterea și dezvoltarea populației între 1870 și 1880, oferind atât locuințe noilor imigranți, cât și investiții pentru bogatul Adelaide Establishment. Spitalul Parkside (acum Glenside), un azil de sănătate mintală a fost construit în 1866 pentru a înlocui o clădire aglomerată din Parklands. Construit pe terenuri frumos îngrijite și cu o fațadă elaborată, a fost un monument arhitectural timpuriu din Burnside. În 1881, Thomas Cooper a început să producă prima bere de marcă din Australia de Sud, „Coopers”, la Leabrook. În această epocă, Stonyfell a cunoscut și o expansiune economică; marea sa carieră și-a schimbat mâna în 1867, iar Stonyfell Olive Co a fost fondată în 1873. Sfârșitul secolului al XIX-lea a fost o perioadă semnificativă de dezvoltare în Burnside. Această dezvoltare, totuși, a luat sfârșit brusc în ultimul deceniu, anii 1890, când depresia a blocat economiile Australasiei după decenii de expansiune nesăbuită, lovind puternic Burnside-ul.

## La începutul secolului al XX-lea

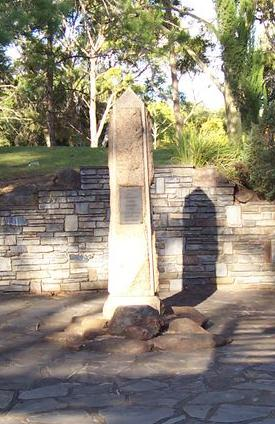
Un obelisc memorial al căderii Burnside-ului în Primul Război Mondial, situat în Parcul Hazelwood

Până la începutul secolului al XX-lea, Burnside devenea din ce în ce mai urbanizat. Paddocurile erau încă împrăștiate în zonă, dar satele creșteau constant. Grădinile Toorak, Dulwich și alte sate din apropierea orașului au fost publicate și deschise așezărilor și au fost promovate acum ca suburbii, trecând mai departe de vremurile mai vechi. Până în 1920, Consiliul Raional avea o populație de 17.000 de locuitori, locuind în 4.000 de case. Zece la sută din bugetul de 60.000 de lire sterline a constat în plăți ale întreprinderilor comerciale, în timp ce restul a fost alcătuit din taxele plătitorilor de rate. Guvernul din Australia de Sud a promulgat mai multe legi în legătură cu administrația locală, în special, Actul de planificare urbană din 1920 și Actul de construcție din 1923. Acestea au atribuit mai multă responsabilitate consiliilor, dar într-un moment de necesitate; Adelaide se extindea treptat. Consilierii Burnside au sfătuit guvernul statului să achiziționeze și să administreze stațiuni de agrement; a fost deschis un chioșc la Waterfall Gully și înființat Parcul de Conservare Morialta datorită acestui sfat. Burnside a fost tratat cu mare atenție de către ziarele Adelaidei, ca răspuns la schemele sale elaborate de ecologizare și plantare de copaci. Consiliul conserva copacii bătrâni și planta aproximativ 500 pe an. Un consilier din Burnside, HES Melbourne, a fost adorat în această perioadă; și-a cheltuit banii proprii achiziționând rezerve și terenuri pentru rezidenți din cauza lipsei de fonduri în timpul Marii Crize. El a prezidat bugete slabe, dar rezonabile și a supravegheat plantarea de copaci și frunziș pentru a înfrumuseța orașul. Gordon Allen, un rezident local care a succedat în Melbourne ca și consilier, a descris Melbourne: „Niciun consiliu nu a avut vreodată un om mai bun”. Melbourne a supravegheat și construcția terenului de golf Mount Osmond, dar viziunea sa de a construi un Country Club nu a fost niciodată realizată.

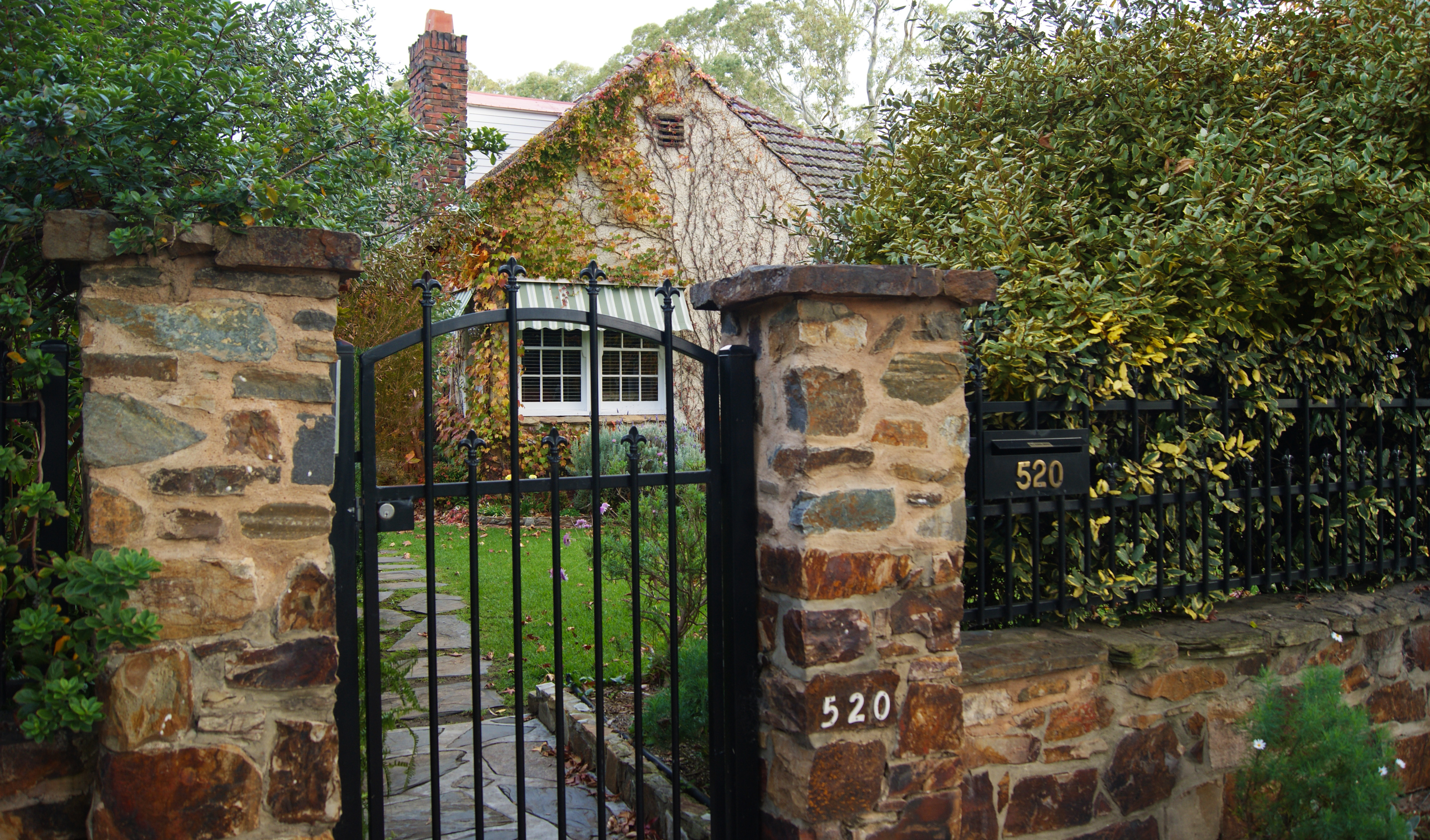
Casă postbelică închisă în Burnside

Restricțiile de dezvoltare premergătoare zonei Hills Face au fost stabilite în anii 1920; consiliul era obligat să adere la linii directoare stricte. În 1928 s-au construit noi mari Camere ale Consiliului la colțul dintre Greenhill și Portrush Roads; sunt încă în uz și astăzi. Inundațiile au devastat Waterfall Gully în 1931. Burnside a continuat să crească; în 1935, Consiliul Districtual Burnside a devenit Municipiul Burnside. Până în 1941, doar 401 acri (1,6 km2) au rămas în cultură.

## După război până în anii 1970
În 1945, o mare parte a zonei care a format Parcul de Conservare Cleland (extins și modernizat la Parcul Național Cleland în noiembrie 2021) a fost achiziționată de guvernul statului, în mare parte din cauza eforturilor de lobby ale profesorului Sir John Cleland. Cea mai mare parte a acestui teren, inclusiv zona Waterfall Gully, a fost mai târziu combinată, în 1963, pentru a crea parcul care se extinde spre est în dealuri până la vârful Muntelui Lofty și spre nord până la Greenhill Road. În 1943, municipiul Burnside a fost proclamat orașul Burnside.
 

Mulți dintre locuitorii Burnside-ului au luptat în războaiele mondiale I și II; la întoarcere, au fost onorați cu memoriale și, în special, cu numele primului spital comunitar din Burnside. Spitalul Burnside War Memorial a fost deschis în aprilie 1949 în Grădinile Toorak, construit într-o casă donată de un localnic, Otto van Reiben. Numele actual a fost adoptat în 1956. Memoriale ale celor căzuți pot fi găsite peste tot în Burnside; în Hazelwood Park vizavi de centrul de înot, la școli și biserici, în rezervații. La fel ca o mare parte din Australia, Burnside a fost fidel expresiei „Lest We Forget”, care este înscrisă pe multe dintre memorialele ridicate de comunitate. În Rose Park de pe Alexandra Avenue, există un monument mare și o statuie a unui soldat al Forței Imperiale Australiane, a cărui plăcuță spune: „În memoria celor căzuți: Al Doilea Război Mondial, Coreea, Vietnam”. La sosirea lor acasă, militarii au format mai multe cluburi, Returned Services League, în orașul Burnside.
Când Australia a sărbătorit Jubileul de Aur al Federației Australiei în 1951, locuitorii din Burnside s-au alăturat sărbătorii, iar în 1956 au comemorat centenarul propriului oraș. Economia și un baby boom de după război, sub guvernul Playford, au determinat Burnside-ul să crească într-un ritm spectaculos; de la o populație de 27.942 în 1947, a crescut la 38.768 în 1961. Pe măsură ce suburbiile au devorat padocurile rămase, în 1953 s-a construit o sală de bal publică, în 1965 s-a făcut o Tribună Olimpică, ambele în Kensington Park. În 1963, Cleland Conservation Park a fost fondat la granițele de est ale Burnside-ului.
Sistemul rutier din Burnside a fost complet bitumat în anii 1960 și 1970 prin programe de lucrări rutiere sponsorizate de guvern. De asemenea, au fost elaborate planuri pentru a înlocui șerpuita și periculoasa Mount Barker Road. Una dintre aceste propuneri a fost Burnside-Crafers Highway, care a fost puternic susținută de consiliu; a avut în vedere părăsirea Greenhill Road, odată ajunsă la Hazelwood Park. Trebuia să treacă prin Hazelwood Park și Beaumont, să ocolească dealurile Waterfall Gully și apoi să treacă peste Eagle on the Hill pentru a-i întâlni pe Crafers. Consiliul Burnside a depus mult efort în această propunere, lărgind Linden Avenue (care merge de la nord-vest la sud-est) în pregătirea pentru autostradă. Propunerea a fost în cele din urmă respinsă în favoarea modernizării Mount Barker Road, iar Linden Avenue a rămas un drum uriaș care trece printr-o suburbie altfel pașnică.

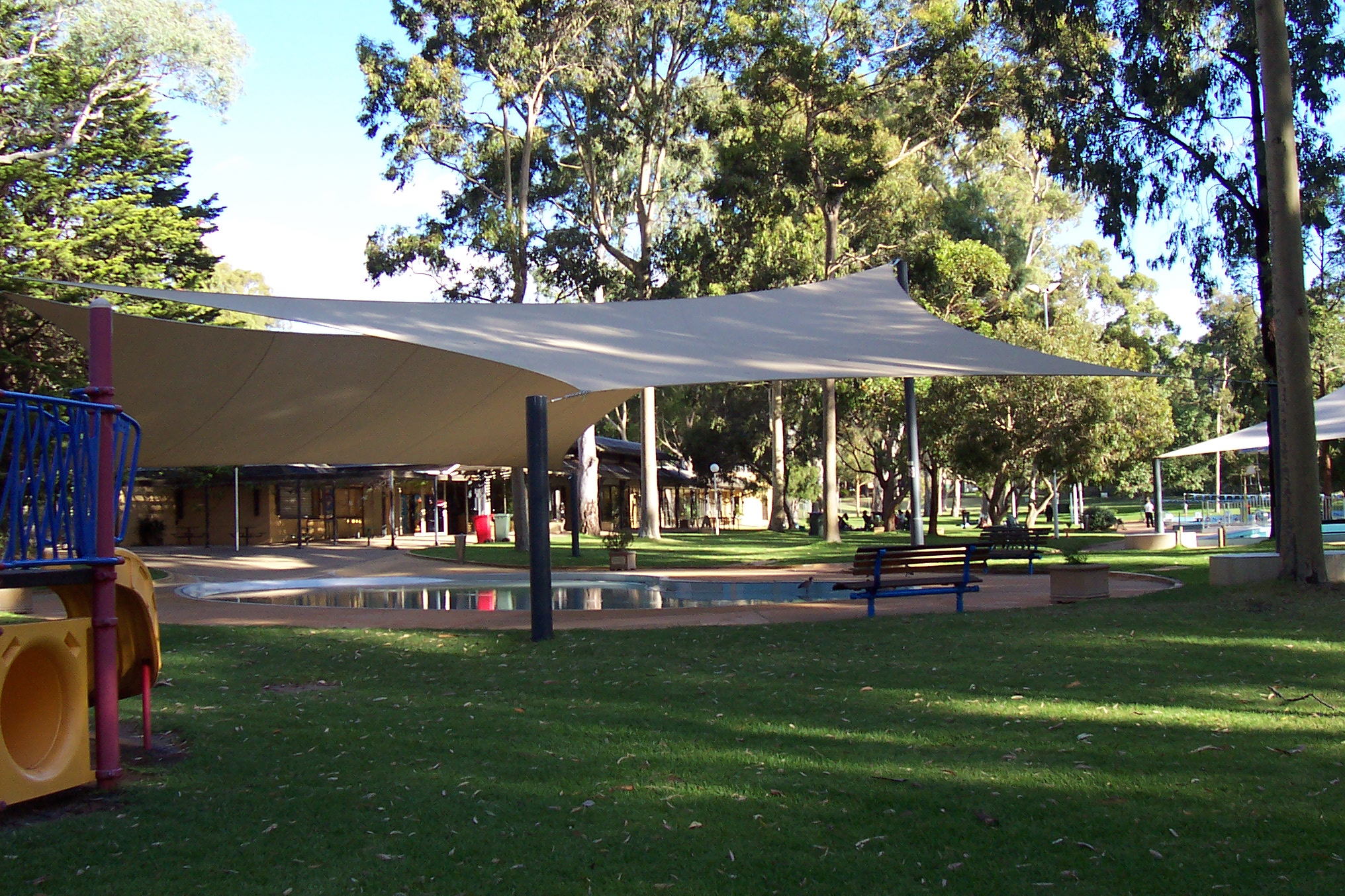
Centrul de înot din Hazelwood Park

Burnside a câștigat o bibliotecă publică cu o colecție de 7.800 de cărți în 1961, după ce a fost sugerată pentru prima dată în februarie 1959; costul înființării unei biblioteci pentru rezidenți a fost mai accesibil de când a fost adoptată Legea bibliotecilor din 1955. Centrul de înot Burnside a fost deschis în 1966; Centrul de înot a fost un proiect pentru animalele de companie, aparținând primarului de atunci George Bolton, care avea o viziune grandioasă asupra a ceea ce dorea să devină Hazelwood Park, unde urma să fie amplasat centrul. Bolton a întâlnit o opoziție publică fără precedent în 1964, când ideea a fost dezvăluită pentru prima dată. Populația substanțială în vârstă din Burnside (15%) s-a opus în totalitate ideii, sugerând că afluxul de necazuri și zgomotul nu merită efortul. Costul a fost estimat la 75.000 GBP (1,920,000 GBP din 2024). În timp ce arhitecții își dădeau demisia din cauza amplorii dezvoltării propuse și un număr de rezidenți erau înarmați, ziarele Adelaide au avut o minge; de-a lungul anului 1964, caricaturiștii și-au petrecut multe zile desenând dezastrul. Odată cu eșecul unui sondaj care a decis soarta ideii din 24 martie, Sunday Mail a publicat titlul „Burnside spune nu unui bazin de înot”. Primarul Bolton nu a fost consternat de rezultat; a continuat ideea sa și a anunțat noi planuri în decembrie. După o campanie publică puternică și modificări minore aduse proiectului, un sondaj din februarie 1965 a votat ferm în favoarea ideii. Primarul și-a câștigat bătălia și a fost numit Centrul de înot George Bolton în onoarea sa la deschidere.
Consiliul Burnside a decis un obiectiv ambițios în 1967: pentru fiecare 1.000 de locuitori, cinci hectare de rezerve urmau să fie puse deoparte. Intenționând să realizeze acest lucru, consiliul a achiziționat Hazelwood Park de la Guvernul Statului, controlul Beaumont Common a fost obținut printr-un amendament din 1973 la Legea Guvernului Local și părți din Muntele Osmond au fost obținute de la Departamentul de Autostrăzi. Înainte de a intra în proprietatea consiliului, Hazelwood Park era destinat subdiviziunii în cadrul unei inițiative guvernamentale. Când consiliul a auzit despre acest lucru, au fost înaintate moțiuni pentru preluarea dreptului de proprietate, iar actul a fost transferat în 1964. Consiliul a reușit acest lucru numai după ce au avut loc discuții cu premierul Thomas Playford IV.

## 1980-2010

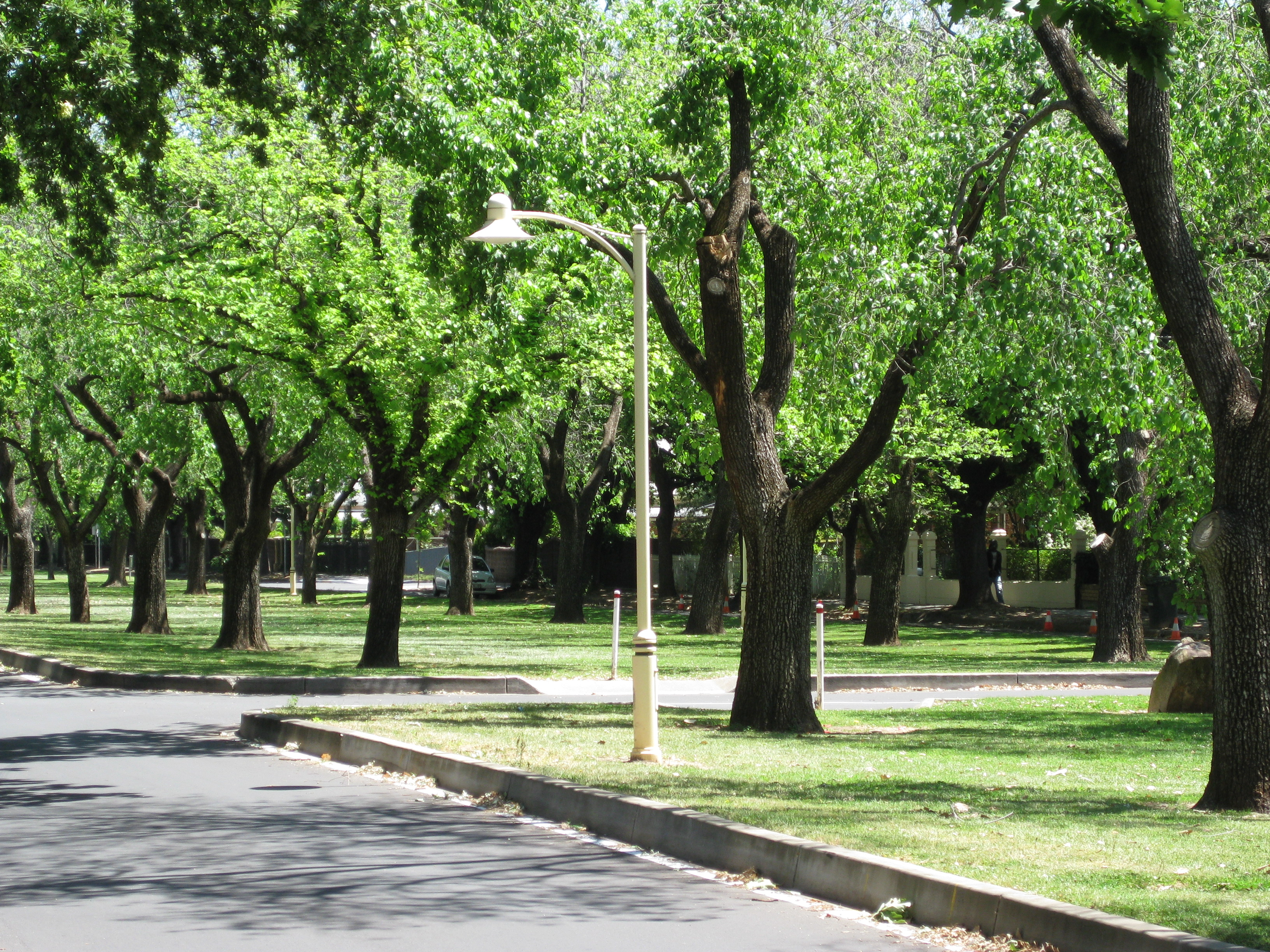
Alexandria Avenue, Rose Park

Alături de camerele de consiliu a fost construit un centru comunitar în 1982, învecinat cu biblioteca. Întregul complex al consiliului a fost modernizat pentru prima dată în 1996, împreună cu modernizarea Centrului de înot Burnside. Alte actualizări au avut loc în 2001, rezultând o bibliotecă modernă și un centru comunitar pentru rezidenți.
Burnside a dezvoltat un nou logo al consiliului în 1993, folosind culorile verde și violet. Verdele reprezenta parcurile și rezervațiile luxuriante din Burnside, iar violetul reprezenta copacii proeminenți Jacaranda.
Suburbiile Skye și Auldana, învecinate la est cu Adelaide Hills, au fost fuzionate în Burnside în 1999. Coopers Brewery s-a mutat din Leabrook în 2001, în Regency Park. Fostul sediu Coopers a fost transformat într-un sat de pensionari.